# Indywidualne Mistrzostwa Wielkiej Brytanii na Żużlu 1993
Indywidualne mistrzostwa Wielkiej Brytanii na żużlu – cykl turniejów żużlowych mających wyłonić najlepszych żużlowców brytyjskich w 1993 roku. Tytuł wywalczył Andy Smith z Coventry Bees. 

## Finał
- 9 maja 1993 r. (niedziela),  Coventry

| Msc. | Zawodnik         | Klub                   | Pkt  |  |  |
| ---- | ---------------- | ---------------------- | ---- |  |  |
| 1    | Andy Smith       | Coventry Bees          | 14   |  |  |
| 2    | Joe Screen       | Belle Vue Aces         | 13+3 |  |  |
| 3    | Gary Havelock    | Bradford Dukes         | 13+2 |  |  |
| 4    | Richard Knight   |                        | 11   |  |  |
| 5    | Martin Dugard    | Eastbourne Eagles      | 11   |  |  |
| 6    | Martin Goodwin   |                        | 8    |  |  |
| 7    | Chris Louis      | Ipswich Witches        | 8    |  |  |
| 8    | David Norris     | Ipswich Witches        | 8    |  |  |
| 9    | David Mullett    |                        | 7    |  |  |
| 10   | Les Collins      | Edinburgh Monarchs     | 6    |  |  |
| 11   | Troy Pratt       |                        | 5    |  |  |
| 12   | Carl Stonehewer  | Belle Vue Aces         | 5    |  |  |
| 13   | Sean Wilson      | Bradford Dukes         | 4    |  |  |
| 14   | Jeremy Doncaster | Ipswich Witches        | 4    |  |  |
| 15   | Andy Grahame     | Cradley Heath Heathens | 2    |  |  |
| 16   | Peter Carr       |                        | 0    |  |  |